# Tentativa de golpe de Estado no Quênia em 1982
A tentativa de golpe de Estado no Quênia em 1982 foi uma tentativa fracassada de derrubar o governo do presidente Daniel arap Moi. À meia-noite do domingo, 1 de agosto de 1982, um grupo de soldados da Força Aérea do Quênia tomou a estação de rádio Voice of Kenya e anunciou que tinham deposto o governo. O bando tentou forçar um grupo de pilotos de caças da Força Aérea a bombardear a State House. Os pilotos fingiram cumprir as ordens em terra, porém uma vez no ar, eles as ignoraram e, ao invés disso, lançaram bombas sobre as florestas do Monte Quênia. 
Hezekiah Ochuka, um Senior Private Grade-I (a segunda mais baixa patente no exército queniano), governou o Quênia por cerca de seis horas, antes de fugir para a Tanzânia. Depois de ser extraditado de volta para o Quênia, ele foi julgado e considerado culpado de liderar a tentativa de golpe e foi enforcado em 1987. Também foi implicado na tentativa de golpe Jaramogi Oginga Odinga, ex-vice-presidente de Jomo Kenyatta, e seu filho Raila Amolo Odinga. O golpe foi suprimido rapidamente pelas forças comandadas pelo Chefe do Estado-Maior General Mohamed Mahamoud, um oficial militar veterano da Somália.  Eles incluíram a Unidade de Serviço Geral (GSU) - um grupo paramilitar da polícia - e mais tarde a polícia regular.